# Massenverlustrate
Die Massenverlustrate ist eine Größe, welche die Verluste eines Körpers an Masse pro Zeit angibt (Massenstrom). Sie wird häufig in der Astrophysik im Zusammenhang mit Sternen und sternähnlichen Objekten verwendet. 

## Beschreibung
Die Massenverlustrate {\displaystyle {\dot {M}}}, um welche die Materie innerhalb des Volumens {\displaystyle O} abnimmt, erhält man durch Integration des Materiestroms {\displaystyle {\vec {j}}}, welcher über die begrenzende Oberfläche {\displaystyle \partial O} fließt:
{\displaystyle {\frac {\mathrm {d} M}{\mathrm {d} t}}\equiv {\dot {M}}=\int _{\partial O}{\vec {j}}\cdot \mathrm {d} ^{2}r<0}
mit
- der Masse {\displaystyle M}
- der Zeit {\displaystyle t}
- der Ortskoordinate {\displaystyle r}.

Der Grund für die Integration liegt darin, dass {\displaystyle {\vec {j}}\sim {\vec {r}},t} ist, für {\displaystyle {\dot {M}}\sim t} jedoch die räumliche Komponente {\displaystyle r} festliegen muss.
Bezogen auf das Referenzvolumen {\displaystyle O} ist die Massenverlustrate negativ.

## Einheit
Zum bequemen Handhaben wird die Massenverlustrate meist in folgenden Einheiten angegeben:
- Kilogramm/Sekunde
- Tonnen/Sekunde oder Tonnen/Stunde (in Veröffentlichungen)
- Sonnenmassen/Jahr (in der stellaren Astrophysik).

## Verallgemeinerung
Die Verlustrate ist im Allgemeinen eine Größe, welche basierend auf {\displaystyle {\vec {j}}} die Änderung einer physikalischen Größe in einem bestimmten Volumen {\displaystyle O} wiedergibt. Je nachdem, wie man {\displaystyle {\vec {j}}} wählt, kann die Gleichung auch für andere Zwecke verwendet werden:
- wählt man {\displaystyle {\vec {j}}} z. B. als elektrische Stromdichte, so kann damit analog die Ladungsverlustrate ermittelt werden.
- wählt man {\displaystyle {\vec {j}}} z. B. als Teilchenstromdichte, so kann damit analog die Teilchenverlustrate ermittelt werden (vgl. folgendes Beispiel).

### Beispiel
An einem Detektor messen wir einen Teilchenstrom von
{\displaystyle {\vec {j}}=j\cdot {\vec {n}},}
mit
- {\displaystyle j} in der Einheit {\displaystyle \mathrm {\frac {Teilchen}{m^{2}\cdot s}} }
- dem Normalenvektor {\displaystyle {\vec {n}},} der senkrecht auf unserer Detektoroberfläche steht und gleichzeitig in Richtung einer Quelle (z. B. unserer Sonne) zeigt.

Wenn die Bauweise des Detektors sicherstellt, dass er nur Sonnenpartikel empfängt, dann ist {\displaystyle j} gerade der Wert des Stroms dieser Teichen in der mittleren Distanz {\displaystyle r=1{,}50\cdot 10^{11}\,\mathrm {m} } der Sonne von der Erde (die Stromdichte ist umgekehrt proportional zum Quadrat des Abstands von der Quelle: {\displaystyle j\sim {\frac {1}{r^{2}}}}).
Die Oberfläche einer Kugel mit dem Radius r um das Zentrum der Sonne beträgt:
{\displaystyle \partial O=4\pi r^{2}=2{,}83\cdot 10^{23}\,\mathrm {m^{2}} }
Dann lässt sich die Teilchenverlustrate der Sonne berechnen, indem die Stromdichte der emittierten Teilchen mit der Oberfläche der Kugel um die Sonne multipliziert wird:
{\displaystyle \int _{\partial O}{\vec {j}}\cdot \mathrm {d} ^{2}r=\int _{0}^{2\pi }\int _{0}^{\pi }j\cdot r^{2}\cdot \mathrm {d} \theta \cdot \mathrm {d} \phi =2{,}83\cdot 10^{23}\,\mathrm {m^{2}} \cdot j\,\mathrm {\frac {Teilchen}{m^{2}\cdot s}} }